# Костас Корсакас
Корсакас Костас (5 жовтня 1909, Пашвітініс — 22 листопада 1986, Вільнюс) — литовський поет, літературознавець, академік Академії Наук Литви, голова правління Спілки письменників Литви, народний письменник Литви. Дослідник литовсько-українських літературних зв'язків.

## Біографія
Закінчив гімназію в Йонішкісі (1925), в 1928 році — сьомий клас гімназії в Шяуляй. За статті в підпільній пресі був засуджений до чотирьох років ув'язнення; в ув'язненні провів 1928-1930 роки. Був помилуваний президентом Антанасом Сметоном завдяки проханню, під яким зібрали підписи його друзі.
У 1931-1936 роках слухачем відвідував літературні курси в Каунаському Університеті Вітаутаса Великого.
У 1940-1941 роках директор Державного видавництва. Під час Другої світової війни керував бюро литовсько-совєцьких письменників в Москві. У 1944-1945 роках голова правління Спілки письменників Литви. З 1944 року професор кафедри литовської літератури Вільнюського університету, в 1944-1956 роках декан історико-філологічного факультету Вільнюського університету. З 1946 року директор Інституту литовської мови і літератури Академії Наук Литовської РСР.
Був депутатом (1947-1963), заступником голови (1959-1963) Верховної Ради Литовської РСР.

## Творчість
У пресі дебютував в 1925 (використовував псевдонім Йонас Радвілас, Jonas Radžvilas). Один з ідеологів та активних співробітників авангардистського лівого журналу «Трячас фронтас» («Третій фронт»; 1930-1931) — органу третьефронтовців. У 1933-1941 фактичний редактор журналу «Kultūra» («Культура»).
Писав вірші громадського змісту. Видав кілька збірок віршів — «Kovos įstatymas» («Закон боротьби», 1943), «Paukščiai grįžta» («Птахи повертаються», 1945), «Pjūtis» (1969), «Lapkritys» (1979).
Автор збірок літерутурно-критичних та історико-літературних статей «Straipsniai apie literatūrą» («Статті про літературу», 1932), «Kritika» («Критика», 1936), «Rašytojai ir knygos» («Письменники і книги», 1940), «Проти вічного ворога» (1945), «Literatūra ir kritika» («Література і критика», 1949), «Literatūrų draugystė» («Дружба літератур», 1962).

## Зв'язок з Україною
Опублікував статтю «Роковини народження Тараса Шевченка» (1939) — до 125-річчя від дня народження українського поета. Написав праці «Тарас Шевченко і Литва» (1952), «Літературні зв'язки литовців і українців» (1954) та інші.
Досліджував литовські переклади творів Івана Франка
Окремі твори Костаса переклали Валентин Бичко, Іван Нехода, Роман Лубківський та інші